# Liste d'écrivains albanais par ordre alphabétique

## A
- Flutura Açka
- Ylljet Aliçka
- Gëzim Aliu (1977)
- Dritëro Agolli (1931)
- Mimoza Ahmeti (1963)
- Fatos Arapi
- Lindita Arapi
- Asdreni alias Aleksander Stavre Drenova
- Arbër Ahmetaj
- Ali Asllani
- Idlir Azizaj

## B
- Frang Bardhi
- Eqrem Basha (1948)
- Sali Bashota
- Marin Beçikemi (1468-1526)
- Ilir Belliu
- Pjetër Bogdani
- Flora Brovina
- Pjetër Budi
- Gjon Buzuku

## C
- Martin Camaj
- Nicola Chetta
- Selfixhe Ciu

## Ç
- Andon Zako Çajupi
- Stefan Çapaliku
- Aleks Çaçi
- Zija Çela(1946)
- Romeo Çollaku
- Muhamet Çami-Kyçyku

## D
- Rrahman Dedaj
- Jeronim De Rada
- Ridvan Dibra
- Ledia Dushi

## E
- Rudi Erebara

## F
- Gjergj Fishta
- Nezim Frakulla
- Anastase Frashëri
- Naim Frasheri
- Sami Frashëri

## G
- Balil Gjini (1950)
- Fahredin Gunga
- Luigj Gurakuqi

## H
- Gëzim Hajdari
- Sabri Hamiti
- Sinan Hasani
- Ali Hungurica
- Shefki Hysa

## I
- Murat Isaku
- Abdylazis Islami

## K
- Salih Kabashi
- Helena Kadare
- Ismail Kadare
- Hasan Zyko Kamberi
- Teodor Keko
- Vedat Kokona
- Ernest Koliqi
- Musine Kokalari
- Fatos Kongoli
- Mehmet Kraja
- Gazmend Krasniqi
- Milazim Krasniqi
- Mitrush Kuteli

## L
- Teodor Laço
- Natasha Lako
- Arian Leka
- Luljeta Lleshanaku
- Bardhyl Londo

## M
- Adelina Mamaqi
- Rudolf Marku
- Martin Mato
- Lekë Matrënga
- Din Mehmeti (1929-2010)
- Kim Mehmeti
- Esad Mekuli
- Mira Meksi (1960)
- Migjeni
- Ndre Mjeda
- Besnik Mustafaj (1958)
- Gjon Muzaka
- Bessa Myftiu
- Mehmet Myftiu (1930)

## N
- Fan Noli
- Franz Nopcsa

## P
- Ali Podrimja (1942-2012)
- Lasgush Poradeci
- Iljaz Prokshi
- Lek Pervizi

## Q
- Dhori Qiriazi
- Rexhep Qosja

## R
- Ibrahim Rugova
- Urani Rumbo (1895-1936)

## S
- Zef Serembe
- Brikena Smajli
- Bashkim Shehu (1955)
- Filip Shiroka
- Azem Shkreli
- Edi Shukriu
- Xhevahir Spahiu
- Sterjo Spasse
- Hevzi Sylejmani
- Shpend Sollaku Noé

## T
- Kasëm Trebeshina
- Agron Tufa (1967)

## U
- Vorea Ujko

## V
- Giulio Variboba
- Pashko Vasa
- Agim Vinca
- Ornela Vorpsi

## X
- Bilal Xhaferr Xhaferri

## Z
- Injac Zamputi
- Tajar Zavalani
- Moikom Zeqo
- Preç Zogaj (1957)
- Visar Zhiti